# Étalleville
Étalleville – miejscowość i gmina we Francji, w regionie Normandia, w departamencie Sekwana Nadmorska.
Według danych na rok 1990 gminę zamieszkiwało 371 osób, a gęstość zaludnienia wynosiła 105 osób/km² (wśród 1421 gmin Górnej Normandii Étalleville plasuje się na 552. miejscu pod względem liczby ludności, natomiast pod względem powierzchni na miejscu 805.).